# جان دلوی
جان دلوی (انگلیسی: John Delve؛ زادهٔ ۲۷ سپتامبر ۱۹۵۳) بازیکن فوتبال اهل بریتانیا است.
از باشگاه‌هایی که در آن بازی کرده‌است می‌توان به باشگاه فوتبال کویینز پارک رنجرز، باشگاه فوتبال اکستر سیتی، باشگاه فوتبال گلاستر سیتی، باشگاه فوتبال پلیموث آرگیل، باشگاه فوتبال هرفورد یونایتد، و باشگاه فوتبال المور اشاره کرد.